# 知組
在漢語音韻學中，知組是指舌上音聲母：
- 知母
- 徹母
- 澄母
- 娘母

## 相关古纽论断
知组可能從上古端組分化。相关的论断包括：
- 古无舌上音
- 娘日归泥